# براندون جونز (ممثل)
براندون جونز (بالإنجليزية: Brandon Jones)‏ هو كاتب أغاني وعارض ومنتج أفلام ومغني وممثل أمريكي، ولد في 7 مايو 1988 في غرينزبورو في الولايات المتحدة.

## أعمال

### مسلسلات
- كيمي شميت القوية

## وصلات خارجية
- براندون جونز على موقع IMDb (الإنجليزية)
- براندون جونز على موقع قاعدة بيانات الفيلم (الإنجليزية)